# Aspiscorpio eageri
Aspiscorpio
Genre
Espèce
Aspiscorpio eageri, unique représentant du genre Aspiscorpio, est une espèce fossile de scorpions à l'appartenance familiale incertaine. Il appartient à la famille fossile Allobuthiscorpiidae, selon Paleobiology Database en 2022.

## Distribution
Cette espèce a été découverte à Sparth Bottoms près de Rochdale en Angleterre. Elle date du Carbonifère.

## Publication originale
- (en) Kjellesvig-Waering, « A restudy of the fossil Scorpionida of the world », Palaeontographica Americana, 1986, vol. 55, p. 5-287.